# Kádár Erzsébet (író)
Kádár Erzsébet (születési nevén mácsai Csernovics Erzsébet, olykor Csernovits formában is, férjezett neve: gyülvészi Dadányi Györgyné; Arad, 1901. március 3. – Budapest, 1946. április 25.) Baumgarten-díjas magyar író, festőművész. Édesanyja nemesi előneve, a kádári alapján vette fel a Kádár Erzsébet művésznevet. Vajda Miklós irodalmár nagynénje.

## Életút
Festőnek készült, 1924-től a Magyar Királyi Képzőművészeti Főiskolán tanult, mestere Szőnyi István volt. Apja halála után azonban 1926-ban abba kellett hagynia, s később sem fejezte be festői tanulmányait. 1929-ben részt vett a Tavaszi Tárlaton, ahol festményeit dicsérték. Később ösztöndíjat kapott Olaszországba, ahol tájképeket festett; a szentendrei művésztelepen is alkotott, a festészetből azonban nem tudta magát fenntartani, 1936-ban végleg felhagyott vele, és ettől kezdve csak írással foglalkozott. Annak ellenére, hogy több éven át festett, közel egy tucat festménye ismert, ami feltehetően kis része képeinek.
Írói pályafutása akkor kezdődött, amikor 1931-ben a Budapesti Hírlapnál lett illusztrátor. S habár eleinte csak rajzolt (divatleveleket, gyermek-képrejtvényeket), később már ironikus képaláírásokat is tett a rajzaihoz, végül pedig olyan alkotásokkal jelentkezett, amelyek sajátos műfajt képviseltek a képregény és a tárca között. 1935-ben a Nyugat novellapályázatán az első négy közé jutott, amivel díjat nyert, továbbá 1936-ban megjelent első novellája a folyóiratban. 1936-ban már megnyerte a Nyugat pályázatát Ottlik Géza és Örley István előtt. Tehetsége a kritikaírásban is hamar megmutatkozott, ilyen jellegű írásait is közölték, a korszak egyik legjelentősebb irodalmi publicistája lett (Nyugat, Napkelet, Vigilia). Találkozhatunk nevével a Nyugat utolsó, 1941. augusztusi számában is, ahol három erdélyi író Nyirő József, Tamási Áron és Wass Albert munkásságát elemezte. Ezt követően az Illyés Gyula által alapított Magyar Csillag című folyóiratban is rendszeresen publikált.
1940-ben a Baumgarten-díj jutalmazottja volt. 1944-ben megjelent első és életében egyetlen novelláskötete, a Harminc szőlőskosár. A szakmai elismerés ellenére sem hagyhatott fel az újságírással, nem tudta felmondani az Új Magyarságnál betöltött állását sem, mert egyedül kellett megélnie. Szerelmi kapcsolatban állt a nős Illés Endrével, aki – a levelezésük alapján – féltékenykedésével, kézirataiba való beleírásával, házasságának fel nem bontásával folyamatosan nehezítette Kádár Erzsébet életét; végül a háború után a férfi elhagyta őt egy másik nőért. 1945 augusztusában került a Fővárosi Szabó Ervin Könyvtárhoz. A Fővárosi Szabó Ervin Könyvtár évkönyve szerint: „A Budapesti Gyűjtemény, Tevékenysége 1946. évben a nehéz fűtési viszonyok ellenére nem bénult meg teljes mértékben, januártól április közepéig az óvóhelyen folyt a Vasárnapi Ujság budapesti vonatkozású cikkeinek a kicédulázása. Ebben a munkában részt vett Babits Mihályné, dr. Dégh Linda, dr. Scheiber Mária, Gáspárné Dávid Margit, Kádár Erzsébet. (Dadányi Györgyné Kádár Erzsébet, a kiváló írónő a tavasz folyamán szerencsétlenség áldozata lett.)” Leveleinek tanúsága szerint azonban ekkor már idegei felmondták a szolgálatot. Lakásában 1946. április 25-én „negyvenöt évesen az orrán felejtett szemüveggel, könyvvel a kezében halt meg otthonában a szivárgó gáz miatt”.

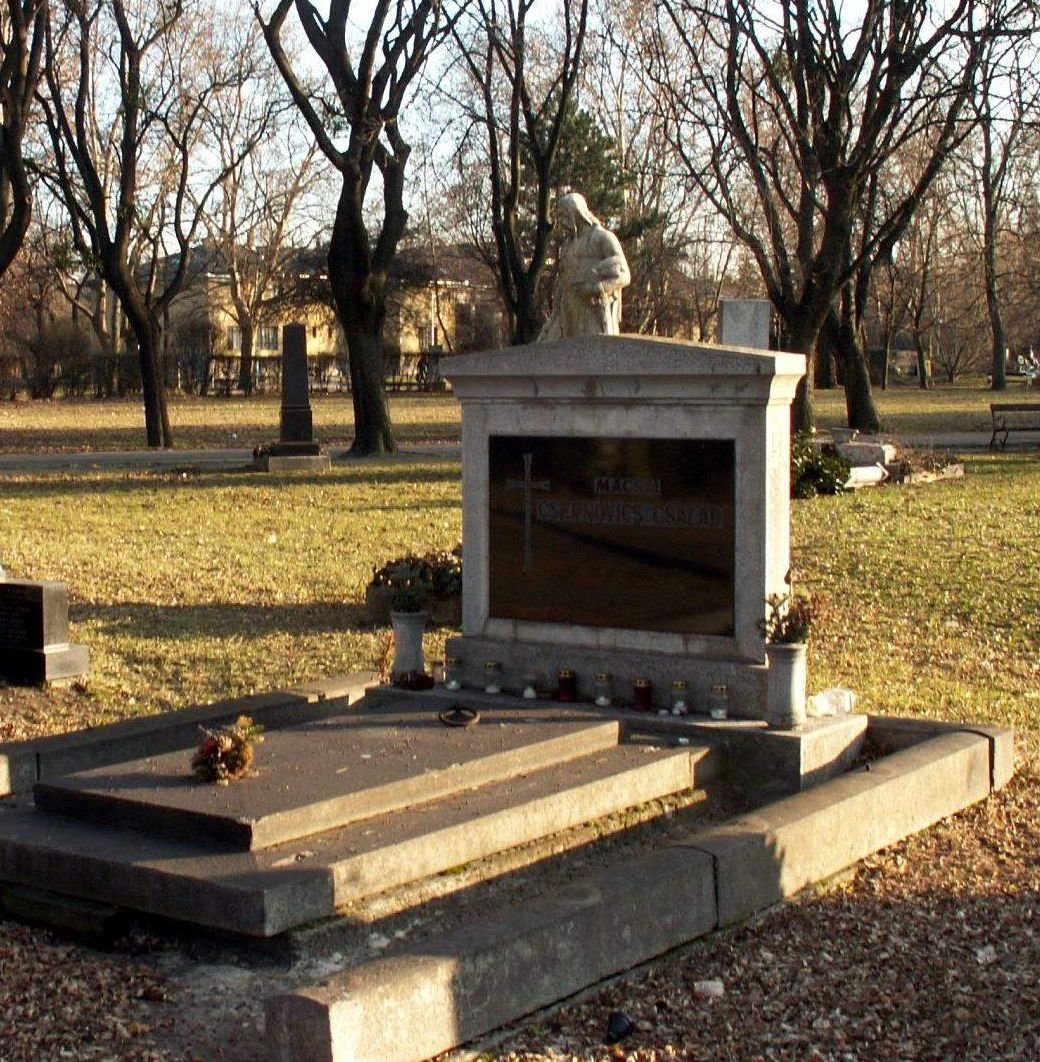
Sírja a Fiumei úti sírkertben (35-1-17)

## Családja
Édesapja dr. Csernovics Diodor (1857–1924) miniszteri tanácsos, helyettes államtitkár, édesanyja kádári Duka Olga (1874–1934) bárónő, aki apja második felesége volt. Édesanyja nemesi előneve alapján vette fel a Kádár Erzsébet művésznevet. Nővére Csernovics Eszter (1900–1957). A húga, Csernovics Judit (1905–1985) révén Vajda Miklós irodalmár nagynénje volt. Apai nagyapja mácsai Csernovics György (1816–1887), aki Damjanich Jánosné Csernovics Emília bátyja.
1920-ban Aradon feleségül ment Dadányi György íróhoz, aki a grúziai Mingrélia uralkodócsaládjának, a Dadiani-háznak a magyar ágából származott, és IV. Leó (Levan) mingréliai fejedelem (herceg) (ur.: 1681–1691) 7. (generációs) leszármazottja volt. Tőle született egyetlen gyermeke, Dadányi Éva 1921. március 15-én Budapesten, akitől három unokája származott. 
„A família bánsági birtokait alaposan megnyirbálta, összezsugorította a romániai földreform, maradékát el is adták, nem váltak be Dadányi György budapesti számításai sem. [...] Dadányi György és Csernovits Erzsébet elvált, kislányukat a fiatal anya egyedül nevelte.” Lánya, Dadányi Éva 2014. december 14-én hunyt el Londonban. Unokájától, a Londonban élő Robert Grahamtől 2016-ban a Petőfi Irodalmi Múzeum megvásárolta és gyűjteményének részévé tette Kádár Erzsébet négy olajfestményét.

## Művei

### Festészet
- Önarckép[15]
- Fiatal dalmát nő portréja (52 x 63 cm; olaj, vászon; keretben; jelzés nélkül)[15]
- Női félakt (65 x 72 cm; olaj, vászon; keretben; jelzés bal oldalon fent: „Csernovics, 929”)[15]
- Zöld ruhás nő portréja (51 x 60 cm; olaj, vászon; keretben; jelzés nélkül)[15]
- Reggeli munka a teniszpályákon (43 x 60 cm; olaj, vászon; keretben; jelzés jobb oldalon lent: „Kádár Erzsébet, 1929.”)[15]